# Герменчук Ігор Іванович
Ігор Іванович Герменчук (1 січня 1961, село Страковичи Свєтлогорського району — 29 квітня 2002, Мінськ) — білоруський журналіст і громадський діяч, депутат Верховної Ради БРСР 12-го скликання, колишній редактор забороненої газети «Свобода», засновник журналу «Кур'єр».

## Біографія
Народився в селі Страковичи Свєтлогорського району Гомельської області, навчався в середній школі-інтернаті міста Свєтлогорська.
Закінчив факультет журналістики БДУ. Один з активних учасників руху за незалежність 1980-х років. Брав участь у молодіжному громадському об'єднанні «Білоруський Мастеровой» (1979—1984). Став членом партії БНФ.
У 1990 році в 29-річному віці Герменчук став одним з наймолодших депутатів Верховної Ради БРСР. 11 квітня 1995 року Ігор Герменчук разом з іншими депутатами від Опозиції БНФ оголосив голодування протесту проти ініційованого Лукашенко референдуму про державну мову і символіку. У ніч на 12 квітня 1995 депутати були викинуті із залу засідань і жорстоко побиті ОМОНом і спецназом.
У 30-річному віці Ігор Герменчук очолив газету «Свобода», яка при ньому стала найбільшим і найпопулярнішим опозиційним виданням країни. За антипрезидентські публікації прокуратура чотири рази заводила на Ігоря Герменчука кримінальні справи. В кінці 1997 року газета «Свобода» була заборонена, але вже в січні 1998 року Ігор Герменчук зміг відродити її під назвою «Новини».
Засновник і редактор журналу «Кур'єр».

## Смерть і похорони
Помер від раку в 2002 році. Похований на Мінському Східному кладовищі.